# Plectranthus ciliatus
Plectranthus ciliatus är en kransblommig växtart som beskrevs av Ernst Meyer. Plectranthus ciliatus ingår i släktet malbuskar, och familjen kransblommiga växter. Inga underarter finns listade i Catalogue of Life.